# 1971-es Formula–1 olasz nagydíj
Az 1971-es Formula–1 világbajnokság kilencedik futama az olasz nagydíj volt.

## Futam
Az olasz nagydíjon problémák jelentkeztek a Lotus és az olasz rendezők között, Rindt tavalyi balesete miatt. A Lotus csapat hivatalosan nem vett részt a versenyen, bár Fittipaldival indult egy a gázturbinás Lotus 56-os fekete és arany színekben, World Wide Racing név alatt. A mezőnyhöz hat év után visszatért Mike Hailwood egy Surtees-Forddal. Monza hosszú egyenesein a V12 motoros autók voltak előnyben: Chris Amon szerezte meg a pole-t a Matrával Ickx, Siffert és Ganley előtt. Cevert a leggyorsabb Cosworth-motorosként ötödik volt.
Regazzoni emlékezetes rajtjával az első helyre jött fel a negyedik sorból. Egymás szélárnyékát kihasználva számos versenyző harcolt egymással az elsőségért, szinte folyton más haladt az élen. Regazzoni után Peterson vezetett, majd Stewart után Regazzoni visszavette az első helyet. A harcban Cevert, Siffert, Ickx, Ganley és Gethin is részt vett. A 16. körben Stewart és Ickx motorhibával kiesett, eközben Amon és Hailwood is csatlakozott az élen haladókhoz. Siffert és Ganley visszaesett, mivel mindkettejük motorja túlmelegedett. Bár Siffert utolérte a többiekhez, váltóprobléma miatt ismét hátraesett. Amon vette át a vezetést, ekkor úgy látszott, hogy képes lesz elhúzni a többiektől. Ekkor azonban elveszítette sisakrostélyát, és a motorja is elkezdett túlmelegedni, így visszaesett az élmezőnyből. Öten maradtak az élen, és egészen a célvonalig egymás közelében haladtak. A győzelmet a 14. helyről induló Peter Gethin szerezte meg, 1 századmásodperc előnnyel Peterson előtt. Őket Cevert és Hailwood követte. Az ötödik Ganley hátránya is mindössze 0,61 másodperc volt Gethinhez képest. Ez volt a Formula–1-es bajnokság legszorosabb befutója. A hatodik Amon már fél perc hátránnyal ért célba. A Tyrrell csapat bebiztosította konstruktőri bajnoki címét. 242,616 km/h-s átlagsebességgel ez volt a leggyorsabb
verseny a 2003-as olasz nagydíjig.
| Helyezés | #  | Versenyző          | Csapat/Motor          | Futott körök | Idő/Kiesés oka  | Rajthely | Pontszám |
| -------- | -- | ------------------ | --------------------- | ------------ | --------------- | -------- | -------- |
| 1        | 18 | Peter Gethin       | BRM                   | 55           | 1h18:12,60      | 11       | 9        |
| 2        | 25 | Ronnie Peterson    | March-Ford            | 55           | + 0,01          | 6        | 6        |
| 3        | 2  | François Cevert    | Tyrrell-Ford          | 55           | + 0,09          | 5        | 4        |
| 4        | 9  | Mike Hailwood      | Surtees-Ford          | 55           | + 0,18          | 17       | 3        |
| 5        | 19 | Howden Ganley      | BRM                   | 55           | + 0,61          | 4        | 2        |
| 6        | 12 | Chris Amon         | Matra                 | 55           | + 32,36         | 1        | 1        |
| 7        | 14 | Jackie Oliver      | McLaren-Ford          | 55           | + 1:24,83       | 13       |          |
| 8        | 5  | Emerson Fittipaldi | Lotus-Pratt & Whitney | 54           | + 1 kör         | 18       |          |
| 9        | 20 | Jo Siffert         | BRM                   | 53           | + 2 kör         | 3        |          |
| 10       | 28 | Jo Bonnier         | McLaren-Ford          | 51           | + 4 kör         | 21       |          |
| Kiesett  | 10 | Graham Hill        | Brabham-Ford          | 47           | Sebváltó        | 14       |          |
| HN       | 26 | Jean-Pierre Jarier | March-Ford            | 47           | Helyezés nélkül | 24       |          |
| HN       | 24 | Mike Beuttler      | March-Ford            | 41           | Motorhiba       | 16       |          |
| Kiesett  | 16 | Henri Pescarolo    | March-Ford            | 40           | Felfüggesztés   | 10       |          |
| Kiesett  | 23 | Andrea de Adamich  | March-Alfa Romeo      | 33           | Motorhiba       | 20       |          |
| Kiesett  | 4  | Clay Regazzoni     | Ferrari               | 17           | Motorhiba       | 8        |          |
| Kiesett  | 3  | Jacky Ickx         | Ferrari               | 15           | Motorhiba       | 2        |          |
| Kiesett  | 30 | Jackie Stewart     | Tyrrell-Ford          | 15           | Motorhiba       | 7        |          |
| Kiesett  | 22 | Nanni Galli        | March-Ford            | 11           | Elektronika     | 19       |          |
| Kiesett  | 11 | Tim Schenken       | Brabham-Ford          | 5            | Felfüggesztés   | 9        |          |
| Kiesett  | 27 | Silvio Moser       | Bellasi-Ford          | 5            | Felfüggesztés   | 22       |          |
| Kiesett  | 21 | Helmut Marko       | BRM                   | 3            | Motorhiba       | 12       |          |
| Kiesett  | 7  | John Surtees       | Surtees-Ford          | 3            | Motorhiba       | 15       |          |
| Kiesett  | 8  | Rolf Stommelen     | Surtees-Ford          | 0            | Baleset         | 23       |          |

## Statisztikák
Vezető helyen:
- Clay Regazzoni: 4 (1-3 / 9)
- Ronnie Peterson: 23 (4-7 / 10-14 / 17-22 / 24 / 26 / 33 / 47-50 / 54)
- Jackie Stewart: 1 (8)
- François Cevert: 7 (15-16 / 23 / 31-32 / 34 / 36)
- Mike Hailwood: 5 (25 / 27 / 35 / 42 /51)
- Jo Siffert: 3 (28-30)
- Chris Amon: 9 (37-41 / 43-46)
- Peter Gethin: 3 (52-53 / 55)

Peter Gethin egyetlen győzelme, Chris Amon 4. pole-pozíciója, Henri Pescarolo egyetlen leggyorsabb köre.
- BRM 16. győzelme.

Jean-Pierre Jarier első versenye.